# Transfer
En transfer er i sportssammenhæng det samme som en spillerhandel. Altså et klubskifte. Den skal foregå efter bestemte regler. I fodbold er der f.eks. to såkaldte "transfervinduer" om året. Ét i juli/august og et i januar. Hvis modtagerklubben ikke skal betale noget for spilleren, kaldes det en "free transfer". I fodbold kan man skifte klub på en "free transfer", hvis ens kontrakt er udløbet.
| Sport | Spire Denne artikel om sport er en spire som bør udbygges. Du er velkommen til at hjælpe Wikipedia ved at udvide den. |